# Dobbertiner Sandpropstei

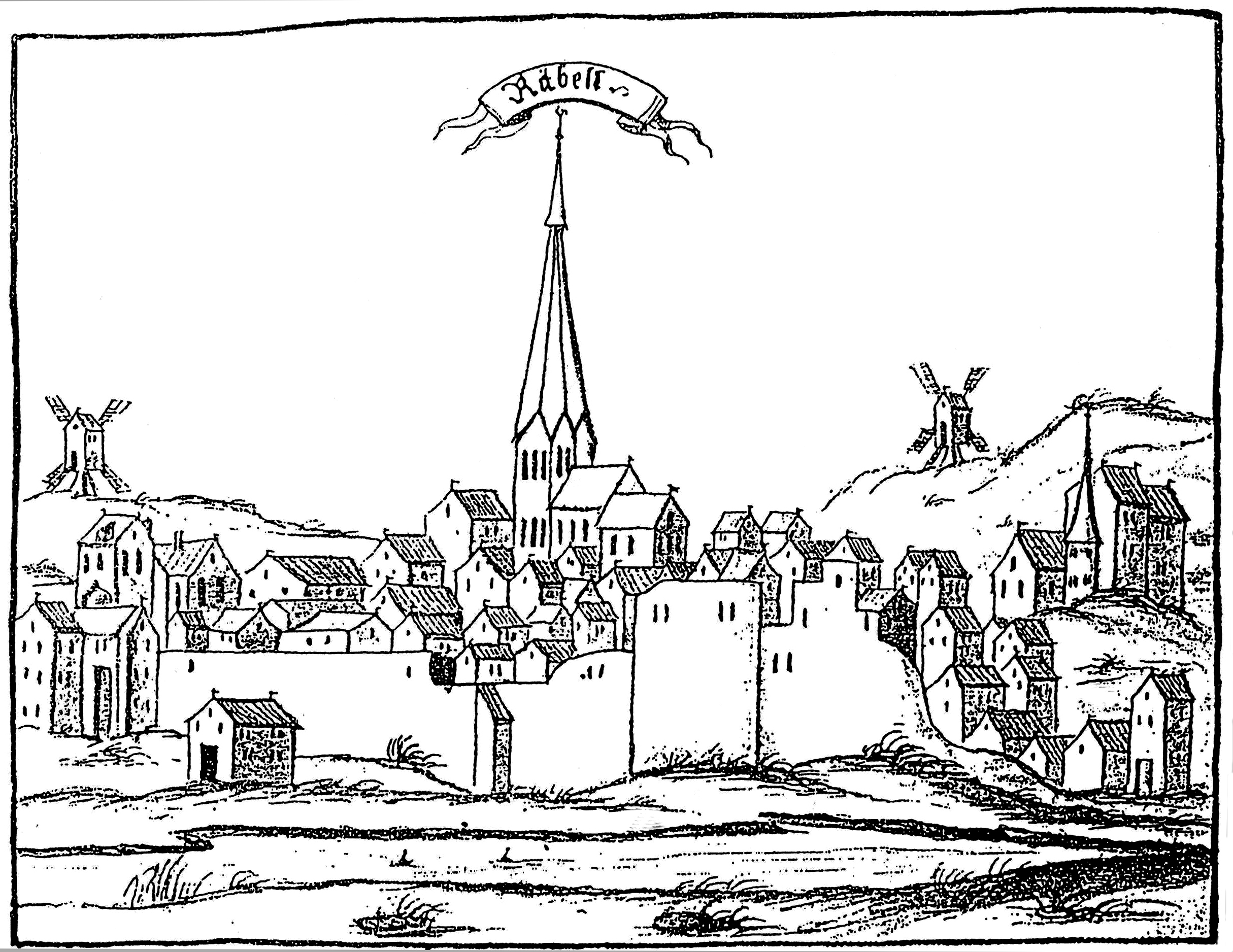
Röbel (1600)

Über 400 Jahre verwaltete der Sandpropst von Röbel/Müritz aus den Grundbesitz des Klosters Dobbertin an der Müritz und im südöstlichen Mecklenburg.

## Geschichte
Nach der Umwandlung des Dobbertiner Benediktinerklosters 1234 in ein Nonnenkloster gleichen Ordens erhielten die dortigen Nonnen vom Schweriner Bischof Brunward sogar das Recht der freien Wahl von Propst und Priorin. Die bedeutende und wohl einmalige Stellung des Propstes, auch gegenüber der Priorin, zeigte sich besonders in seiner zentralen Position bei der Klärung der äußeren weltlichen Belange für das Kloster. Die Landesherren billigten dem Dobbertiner Klosterpropst gesonderte Privilegien zu und er führte ein eigenes Siegel. Die geistlichen und weltlichen Belange wurden schon zwischen 1227 und 1234 sichtbar, als der Dobbertiner Klosterpropst Ulrich die Archidiakonatsrechte über die Kirchen in Goldberg, Lohmen, Ruchow, Karcheez und Woserin erhielt.
Vom weiteren Aufschwung des Nonnenklosters zeugt neben dem klösterlichen Besitz im Kerngebiet um Dobbertin auch die Besitznahme zwei größerer Komplexe im südöstlichen Mecklenburg zwischen Malchow und der Müritz: im Lande Röbel, später Vordere Sandpropstei genannt, mit den Dörfern Zielow, Lexow, Roez, Sietow und Schamper Mühle; im Land Turne, dem damaligen Amt Lübz, mit der Nachbarschaft zu Pommern und Brandenburg die Hintere Sandpropstei mit den Dörfern Lärz, Krümmel, Sagwitz, Wale, Diemitz, Schwarz mit Schwarzer Hof.
Die ersten Hinweise auf Dobbertiner Besitzungen in der Sandpropstei sind an der Müritz 1237 urkundlich belegt. Danach besaß das Nonnenkloster im dortigen Lande Röbel sechs Hufen im Dorf Zielow, im Lande Turne das ganze Dorf Lärz mit vierzig Hufen und dreißig Hufen zwischen Krümmel und Schwarz. Als Hufe wurde damals der Wirtschaftsbetrieb eines Bauern (Hufners) mit Anteil am Dorfgebiet bezeichnet. 1257 erfolgte die erste Zusammenlegung von Sandpropsteidörfern, wie bei den später untergegangenen Dörfer Verling und Zeten mit Schwarz.
Wichtig waren auch zwei Zehntenverleihungen durch den Bischof Heinrich I. von der Schulenburg (1244–1272) von Havelberg für die Dörfer Lärz und Schwarz. 1280 und 1282 wurden in Kyritz und Wesenberg durch die Markgrafen Albrecht und Otto von Brandenburg die vormaligen brandenburgischen Güter Sagwitz, Zeten und Schwarz als Besitzungen des Dobbertiner Nonnenklosters in der Sandpropstei abgesichert. Fürst Heinrich von Mecklenburg bestätigte und erneuerte am 2. März 1324 in Sternberg die markgräflichen Privilegien für das Kloster Dobbertin über die Dörfer Sagwitz, Schwarz, Zeten, Diemitz und Wale in der Sandpropstei.
In der Folgezeit ließ sich das Dobbertiner Bestreben erkennen, die Besitzungen in der Sandpropstei abzurunden, so 1344 mit der Erwerbung des Dorfes Sietow und dazu gehörigen Kirchenpatronat.
Dass es bei den Klosterbesitzungen im brandenburgisch-mecklenburgischen Grenzgebiet auch zu Streitereien in den Sandpropsteidörfern kam, bezeugt eine Urkunde von 1249. Das Dobbertiner Benediktinerinnenkloster besaß gemeinsam mit dem altmärkischen Benediktinerinnenkloster Krevese das Dorf Lärz. Der ausgebrochene Konflikt zwischen den Konventen konnte in Röbel von einem Schiedsgericht zugunsten Dobbertins gelöst werden. Die Pröpste Heinrich von Krevese und Volrad von Dobbertin einigten sich am 21. September 1249 in Röbel, auf ein Gerichtsverfahren zu verzichten. Die Schiedsrichter unter Leitung des Propstes Stephan von Röbel hatten das Dorf Lärz der Dobbertiner Kirche zum dauernden Besitz zugesprochen. Das Kloster Dobbertin hatte am nächsten Festtag zu Mariä Reinigung am 2. Februar 1250 für diese Erwerbung den Nonnen von Krevese 30 Mark Slawische Silberpfennige zu bezahlen. Als Zeugen siegelten diese Urkunde Herr Nikolaus von Werle und der Junker Johann von Havelberg.
Gut 100 Jahre später verdienen urkundlich bezeugte bäuerliche Aktivitäten in den Klosterbesitzungen der Sandpropstei Aufmerksamkeit. Um 1385 kam es wiederholt zu Gewalttätigkeiten zwischen den Bauern von Lärz buren van der Lortze und den benachbarten Rittern Godeke Ploten, Arent Culen und Vrytzen van Arnesberghe. In einer offenen Fehde gab es mort, dotslach vunde allen schaden. Die drei Brüder van Arnesberghe verlangten Rache für ihren von den Bauern erschlagenen Vater. Am 14. Februar 1386 verhandelte der Dobbertiner Klosterpropst Nicolaus Mezstrop mit beiden Parteien einen Sühnevertrag aus, wonach die Ritter Frieden zu halten gelobten und die Lärzer Bauern ein Sühnegeld zahlen mussten. Dies sollte sich in den späteren Jahren in der Sandpropstei noch öfters fortsetzen.
Kaum bekannt war der Vorschlag von Herzog Friedrich von 1710, die Sandpropstei gegen Ländereien im Amt Goldberg nahe dem Kloster Dobbertin zu vertauschen. Als Grund wurde die Hirsch-Jagd in den klostereigenen Forsten vermutet. Mit den Untersuchungen waren der Oberstleutnant von Oertzen auf Roggow, der Kammer-Junker von Strahlendorff aus Groß Eixen, der Marschall von Vieregge und der Junker von Pederstorff beauftragt. Auch der zweite Versuch einer Vertauschung scheiterte 1714 wegen der schweren Zeit durch die Nordischen Kriege im Lande. In den Speise-Register des Klosteramtes sind von 1712 bis 1714 zu den Durchmärschen russischer, preußischer und schwedischer Truppe durch die Sandpropstei manch interessante Begebenheit notiert worden. Am 14. September 1713 brachte ein Bote vom Sandpropst eine Rechnung mit den von den Russen in den Dörfern angerichteten Schäden. Aber auch die Bauern hatten Korn, Vieh und Wild zum Klosteramt nach Dobbertin zu liefern. So brachten am 12. August 1712 zwei Bauern aus der Sandpropstei Wild, am 19. August ein Reh, am 20. August ein Schwein, am 23. August ein Reh und am 26. August ein Schwein. Am 24. Oktober 1713 brachten die Sandpropsteibauern auf 18 Wagen Korn nach Dobbertin, bekamen dafür 18 Kannen Bier für ihre sofortige Rückreise.
Bei der weiteren geschichtlichen Aufarbeitung der Sandpropsteidörfer in den Folgejahren bis zur Auflösung des Dobbertiner Klosteramtes 1918 wäre der sich im Landeshauptarchiv zu Schwerin befindende umfangreiche Aktenbestand sehr hilfreich. In den teils ab 1611 vorhandene Protokollen ist vermerkt, was an einem oder anderem in des Klosters Dobbertinsche Sandpropstei Dörfern Lärz, Schwarz, Diemitz, Sietow, Lexow, Roez, Schamper Mühle, Wolschem Feld vorgegangen. Über allerhand Einnahmen und Ausgaben an Gelde, Korn, Lämmer, Gänse, Hühnern, Teer, Flachs, Hanf, Bretter von den Dobbertischen Untertanen in der Sandpropstei sind jährliche Aufzeichnungen vorhanden. Protokolle und Bescheide über die von den Untertanen der Sandpropstei vorgebrachten Bitten und Beschwerden, jährliche Einnahme- und Ausgaberegister der Sandpropstei, Steuern und Pachtabgaben aus den Dörfern der Sandpropstei. Grenz- und Feldregulierung. Gerichtsbarkeiten. Bauerngehöfte, Hufenbesetzung, Häuslereien in den Dörfern. Pfarre, Küster, Schule, Kirchen und Bauten der Sandpropstei. Die vom Sandpropst verfassten und seit 1644 lückenlos vorhandenen Protokolle und Register erlauben einen guten Einblick in das Leben der dortigen Dorfgemeinden. Für die Jahre von 1711 bis 1720 liegen ebenfalls akkurate Protokolle zu den Vorgängen in der Sandpropstei vor. Von 1840 bis 1843 wurden über die Ablösung von Abgaben aus den Dörfern der hinteren Sandpropstei Ablösungsverträge mit dem Mecklenburg-Strelitzschen Kammer- und Forstkollegium, dem preußischen Dominalamt Goldbeck, der Mecklenburg-Schwerinschen Kammer, dem Restant des Prinzen August von Preußen zu Rheinsberg und dem preußischen Domänenamt Zechlin ausgestellt.

### Verwaltungssitz des Sandpropstes

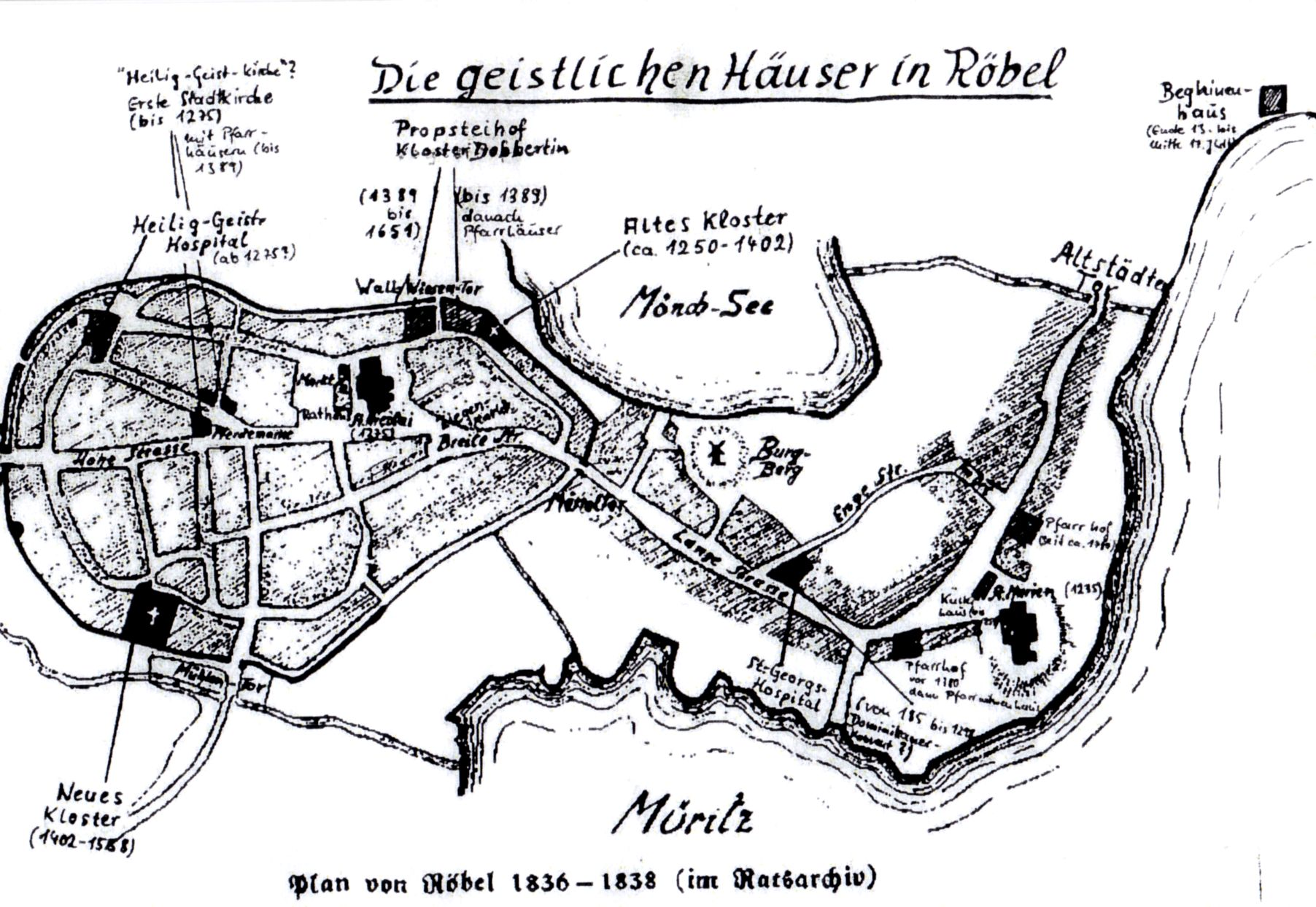
Geistliche Häuser in Röbel

Auch mit der Kutsche war vom Kloster Dobbertin aus die Hin- und Rückfahrt auf dem damals noch ungepflasterten Klosterwege durch die Nossentiner/Schwinzer Heide an einem Tag nicht möglich. Mit der umfangreichen Landübertragung von anfangs über 70 Hufen in den Dörfern waren dort vor allem Bauern mit eigenen Wirtschaften angesiedelt. Es muss also damals schon eine Unterkunft für den Dobbertiner Klosterpropst in Röbel als Verwaltungssitz für die Besitzungen um Röbel gegeben haben, denn alle Sandpropsteidörfer lagen nur im Umkreis eines halben Tagesritts von Röbel entfernt. Die bisher unregelmäßigen Besuche aus Dobbertin genügten zur ständigen Betreuung der Dörfer mit seinen Schulen und Patronatskirchen nicht mehr. Hier bot sich in Röbel der Ort für den Dobbertiner Klosterhof zwischen Mönchteich und Predigerstraße neben dem Dominikanerkloster an. Von dort musste der Sandpropst 1389 in eine neue Wohnung gegenüber dem Haus der Familie von Morin nahe der Nikolaikirche für eine jährliche Zahlung von acht Schilling umziehen.
In Röbel übernahm vorerst ein Dobbertiner Klosterpropst die weltlichen und geistlichen Geschäfte. Weil es in der Alt- und Neustadt zu Röbel drei Pröpste gab und es ständig zu Verwechselungen kam, nannte man scherzweise den Dobbertiner einfach Sandpropst. Denn die Ländereien und Güter des Klosters, besonders in der Hinteren Sandpropstei, lagen auf sandigen Ackerböden. Die Bezeichnungen als Vordere und Hintere Sandpropstei sind in der Gegend noch heute geläufig. Da der Sandpropst kaum allein seine Verwaltungs-, Haushalts- und Seelsorgeaufgaben erfüllen konnte, werden ihm Ordensbrüder oder auch Laienbrüder zur Seite gestanden haben. Die seelsorgerische Betreuung in den Klosterdörfern wird im 13. Jahrhundert wohl vom Hof des Sandpropstes in Röbel aus erfolgt sein. Es war durchaus möglich, dass die Dobbertiner Propstei bei der Seelsorge in der Stadtpfarre mit aushalf. Propst Henricus trat in einer für Dobbertin am 20. Dezember 1281 in Röbel ausgestellten Urkunde auf. In der am 4. Juni 1288 für die Stadt Röbel in Röbel ausgestellten Urkunde wurde der Dobbertiner Propst Hinricus de Berscen sogar als erster Zeuge genannt. Es ist offensichtlich, wie aktiv sich die Pröpste des Dobbertiner Nonnenklosters schon in den Anfangsjahren um die Sicherung des Besitzstandes in der Sandpropstei mühten.
Die Dörfer der Vorderen und Hinteren Sandpropstei unterstanden dem Hof des Sandpropstes in Röbel. Die Organisation in der Dorfgemeinde oblag dem Schulzen, dem heutigen Bürgermeister. Den Sitz des Dobbertiner Sandpropstes in Röbel konnte man als eine Art Stadthof des Klosters ansehen. Auch die enge und lebhafte Verbindung zwischen dem Kloster Dobbertin, dem Kloster Malchow und der Stadt Malchow konnte man daran erkennen, dass 1356 der Klosterpropst Eckhard freie Durchfahrt durch Malchow für seinen Wagen in die Sandpropstei erhielt. Im Dreißigjährigen Kriege soll das Kornhaus des Klosters nun ganz heruntergerissen gewesen sein. Und 1651 verkaufte Ike von Below seinen in Röbel gelegenen Mönchshof an den Dobbertiner Sandpropst. Der Sandpropst Gerlach kaufte 11000 Dachspoene, Holz und Bretter sowie eine Tonne Teer, um das Amtsgebäude vor Regen zu schützen, wie in den Hauptrechnungen des Klosteramtes von 1674 durch den Küchenmeister Arendt Kalsow exakt vermerkt wurde. Unter Ausgabegeld war sogar Papier, Tinte, Pulver, Siegelwachs und Lack registriert.

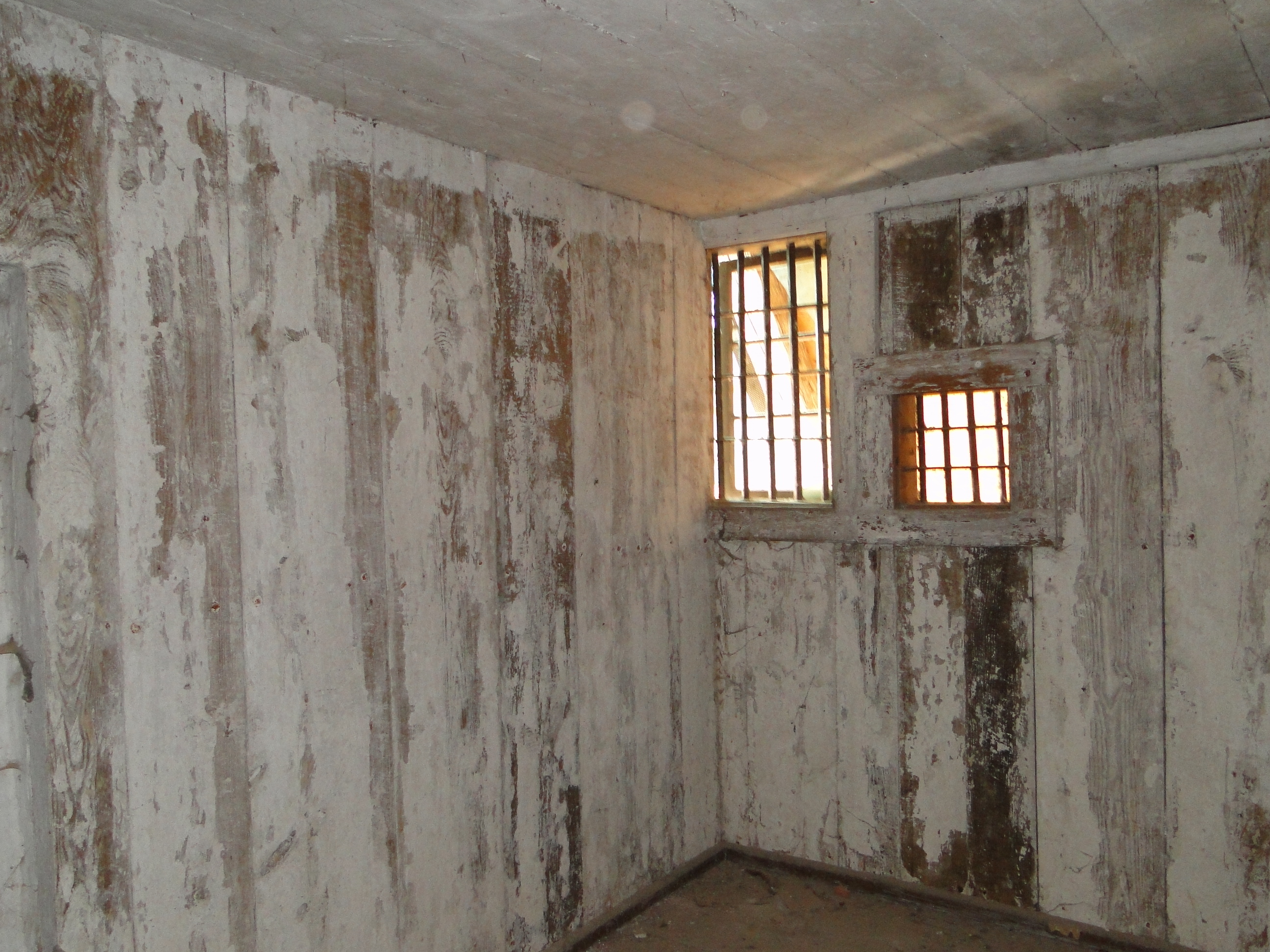
Ehemalige Gefängniszelle (2011)

Viele der Sandpröpste gingen in die Röbeler Geschichte ein. Der Sohn des Sandpropstes Hieronymus Christoph Gerlach wurde Bürgermeister der Stadt. Die Sandpröpste hatten sich auch um Bitten und Beschwerden, Streitigkeiten und Gerichtsfälle zu kümmern. So ist im Clagebuch des Klosteramtes 1595 vermerkt, dass Claus von Oldenburg in Sietow den Jürgen von Siman erstochen habe. Der Tote wurde von den Balbierern Hans Pierstorf aus Röbel und Heinrich Pierstorf aus Malchow untersucht. Das Klosteramtsgericht tagte nach mecklenburgischem Gebrauch durch den Küchenmeister, Notarius, Sandpropst und drei Schulzen, nämlich zu Sietow, Lexow und Penkow im Dobbertiner Klosterhof zu Röbel. Die Rechtsgelehrten der Juristenfakultät von der Rostocker Universität schlugen das Strafmaß vor. Der Vorsprecher kam aus Waren und der Scharfrichter aus Röbel. Auch öfters wurden zwei Landreiter als klostereigene Polizei in die Dörfer der Sandpropstei geschickt, um die Korn-Pacht einzutreiben, denn die Bauern hatten die Korn-Pacht beim Amt in Röbel abzuliefern. Darüber wurde auch auf dem Landtag zu Sternberg am 6. März 1663 debattiert.
Zwischen 1634 und 1682 kam es in Lexow zu sieben und in Sietow zu zwei Hexenprozessen.
Der Sandpropst Hieronymus Gerlach hatte die Angewohnheit, anders als seine Vorgänger, alle an ihn gerichteten Briefe in Sachen der Sandpropstei den Protokollen beizulegen. Da es in den Dörfern viele schreibunkundige Bauern gab, wurden Beschwerden an den Sandpropst durch einen städtischen Schreiber zu Papier gebracht. Hier war es der Notar Johann Christian Schröder aus Röbel. Der Sandpropst Franz Mundheim aus Sietow soll 1720 vom Bauer Paul Stärken wegen unbilliger Gewalt und Besitzstörung sogar vor dem Klosteramtsgericht verklagt worden sein.

## Besitzfolge

### Vordere Sandpropstei
- Zielow 1237[47] Erwerb schon 1274[48] mit Dorf Grobe im Land Malchin getauscht.
- Roez 1278[49] Ersterwähnung, 1284[50] Verkauf an das Kloster Dobbertin.
- Lexow 1298[51] Ersterwähnung, 1332[52] teilweiser Erwerb durch das Kloster Dobbertin, 1345[53]
- Sietow 1300[54] Ersterwähnung, 1342[55] teilweiser Erwerb durch das Kloster Dobbertin.
- Schamper Mühle 1342[56] Erwerb Schamper Mühle.
- Penkow 1309[57] Eigentum des Klosters Dobbertin, 1678 Tausch mit dem Kloster Malchow für Roez.

### Hintere Sandpropstei
- Lärz 1237[58] Klosterbesitz, 1249[59] Streit mit dem Kloster Krevese endete mit Sühnevertrag.
- Krümmel (Lärz) 1237[60] Ersterwähnung und 1274 Klosterbesitz.[61]
- Schwarz 1237[62] Ersterwähnung mit Klosterbesitz.
- Schwarzer Hof 1237[63] Klosterbesitz, nach 1800 Glashütte und Forsthof.
- Diemitz 1237[64] Ersterwähnung mit Klosterbesitz.

### Klosterbesitz, später Wüstungen
- Sagwitz 1237–1347[65] Im Sagwitzer Felde bei Schwarz.
- Tralow 1285–1459[66] auf der nördlich des Tralow-See liegende Halbinsel Lärzer Weder.
- Verling 1257–1288[67] nördlich am Verling-See wurde zu Schwarz gelegt.[68]
- Wale 1285–1560[69] wurde als Walsche Feldmark zu Diemitz gelegt.
- Zeten (Cetin) 1257–1274[70] am Südufer des Zethern Sees, wurde mit Schwarz vereinigt.

## Sandpropst

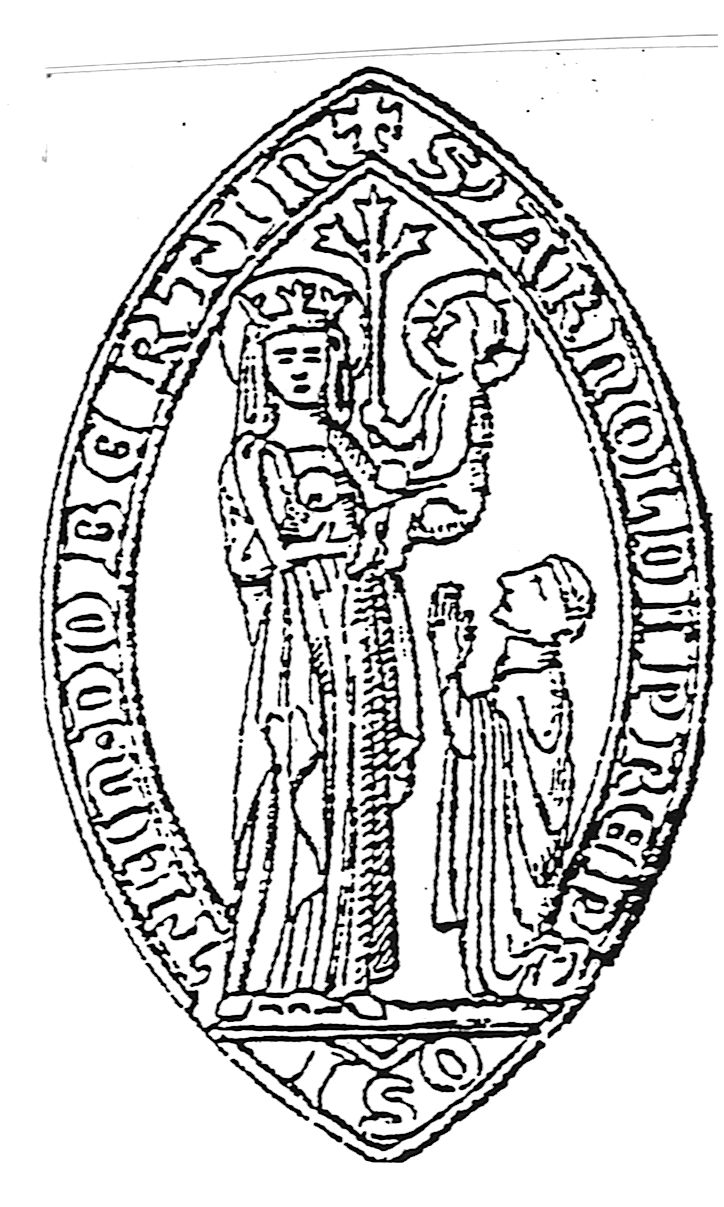
Siegel des Klosterpropstes Arnold 1302

Namen und Jahreszahlen bezeichnen die nachweisbare Erwähnung als Sandpropst. Erst ab 1389 gab es in Röbel ein Haus für den Dobbertiner Klosterpropst als Verwaltungssitz.
- 1228–1243 Ulrich/Olricus, zeitweise, war Klosterpropst in Dobbertin.[72]
- 1257–1275 Volrad/Volradus, zeitweise, war Klosterpropst in Dobbertin.
- 1277–1288 Hermann/Henricus, zeitweise, war Klosterpropst in Dobbertin.[73]
- 1302–1305 Arnold/Arnoldus, zeitweise, war Klosterpropst in Dobbertin.[74]
- 1350–1356 Eckhard/Eghardus, zeitweise, war Klosterpropst in Dobbertin.[75]
- erwähnt 1562 Joachim Thomas.
- 1656–1696 Hieronymus Christoph Gerlach, war auch Bürgermeister in Röbel.[76][77]
- erwähnt 1757 Christoph Gerlach, Sohn des Vorgängers, war auch Bürgermeister in Röbel.
- 1709–1723 Franz Mundheim aus Sietow.
- erwähnt 1712 Sant-Pobsten Erben.[78]
- 1723–1724 Johann Lohmann.[79]
- 1732–1738 Simon Friedrich Giesen aus Sietow.[80]
- 1738–1742 Joachim Friedrich Jacobsen aus Lärz.[81]
- 1757 † erwähnt Christoph Gerlach, auch Bürgermeister in Röbel.

## Syndicus

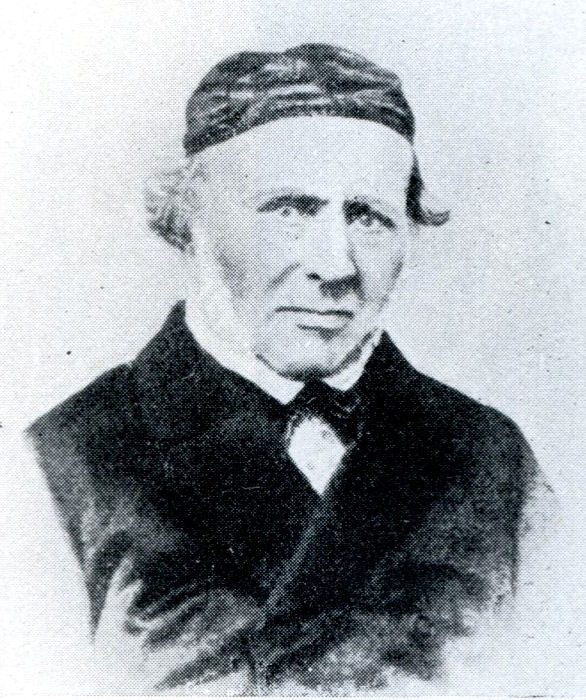
Syndicus Christian Engel (1841)

Der Syndicus war Rechtsbeistand und Richter im Klosteramtsgericht.
- 1705–1709 Dr. Wolff.[82]
- 1841–1862 Geheimer Hofrat Bürgermeister Christian Engel aus Röbel.[83]
- 1863–1880 Geheimer Hofrat Bürgermeister und Stadtrichter Karl Hermes aus Röbel.[84]

### Historische Quellen
- Mecklenburgisches Urkundenbuch (MUB)
- Mecklenburgische Jahrbücher (MJB)

### Ungedruckte Quellen
Landeshauptarchiv Schwerin (LHAS)
- LHAS 1.5-4/3 Urkunden Kloster Dobbertin.
- LHAS 2.12-3/2 Klöster und Ritterorden. Kloster Dobbertin, Sandpropstei 1636–1843.
- LHAS 3.2-3/1 Landeskloster/Klosteramt Dobbertin.
- LHAS 3.2-4 Ritterschaftliche Brandversicherungsgesellschaft.
- LHAS 5.11-2 Landtagsversammlungen, Landtagsverhandlungen, Landtagsprotokolle, Landtagsausschuß.
- LHAS 5.12-3/1 Mecklenburg-Schwerinsches Ministerium des Innern.
- LHAS 5.12-4/2 Mecklenburgisches Ministerium für Landwirtschaft, Domänen und Forsten.

## Karten
- Bertram Christian von Hoinckhusen: Mecklenburg Atlas mit Beschreibung der Aemter um 1700, Blatt 61 Beschreibung des Klosters Amtes Dobbertin.
- Topographisch oeconomisch und militaerische Charte des Herzogthums Mecklenburg-Schwerin 1758/1788: Das Kloster Dobbertin mit der Sandpropstei vom Grafen Schmettau.
- Historischer Atlas von Mecklenburg, Wiebekingsche Karte von 1786, Blatt 23, Maßstab 1 : 25 000.